# Tapajós

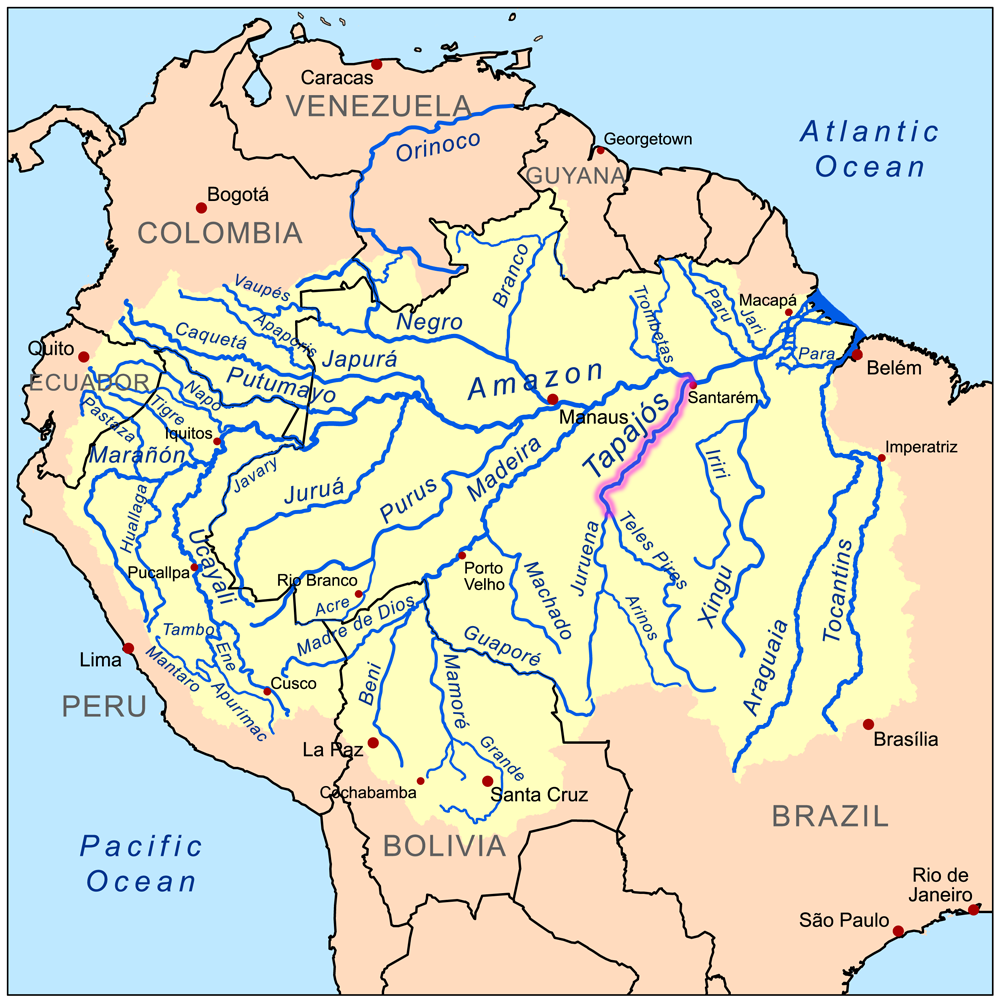
Bản đồ bồn địa Amazon với sông Tapajós được tô đậm

Tapajós, là một sông tại Brasil chảy qua một thung lũng ẩm và nóng và đổ vào sông Amazon 500 mi (800 km) phía trên Pará và dài khoảng 1.200 mi (1.900 km).
Sông khởi nguồn từ cao nguyên Brasil gần Diamantino. Gần nơi này, một số dòng suối hợp lại với nhau để tạo sông Arinos, và hợp dòng với sông Juruena để tạo thành Alto Tapajós, xa về hạ du được gọi là Rio Manoel, hợp lưu vào sông từ phía đông.
Sau đó đến Santarém dpongf sông được gọi là Tapajós. Hạ du Arinos, Alto Tapajós và Tapajós và nhiều thác ghềnh nhất là sông Maranhão Grande, là một cuối liên tiếp các thác lớn và ghềnh dữ dội; song từ Maranhão Grande đến cửa sông, khoảng 188 mi (303 km), sông có thể cho tàu lớn thông hành.
100 mi cuối cùng của sông có chiều rộng từ 4 9 mi và rất sâu. Thung lũng Tapajós có hai bên là dốc đứng. Chúng cao 300 đến 400 feet dọc theo hạ du của sông; song vài mi phía trên Santarém, chúng lui về phía đông và không còn tiếp cận đồng bằng ngập nước Amazon cho đến vài mi phía dưới Santarém.
Cực bất khả tiếp cận của Nam Mỹ nằm gần nguồn của một chi lưu của Tapajós, gần thị trấn Utiariti
Tapajós được đặt tên theo người Indien Tapajós, một bộ tộc thổ dân châu Mỹ đến từ Santarém.